# Соинское (озеро)
Соинское или Соино, также Сверзно — озеро в Пригородной волости Пустошкинского района Псковской области. Находится юго-западнее Бежаницкой возвышенности, в 6 км к западу от административного центра района — города Пустошки.
Площадь — 2,2 км² (223,5 га; с островами — 224,6 га). Максимальная глубина — 6,0 м, средняя глубина — 3,27 м. Площадь водосборного бассейна — 25,81 км².
На берегу озера расположена деревня Соино.
Проточное. Относится к бассейну реки Сверзянки, притока Крупянки (Крупеи), которые, в свою очередь, относятся к бассейну реки Великой.
Тип озера лещово-уклейный с судаком. Массовые виды рыб: щука, окунь, плотва, лещ, судак, пелядь(?), язь, линь, налим, ёрш, краснопёрка, щиповка, верховка, вьюн, пескарь, уклея, густера, карась, карп.
Для озера характерно песчано-илистое дно.